# Communauté de communes Pays de Nexon-Monts de Châlus
Die Communauté de communes Pays de Nexon-Monts de Châlus (offizielle Schreibweise: Communauté de communes Pays de Nexon Monts de Châlus) ist ein französischer Gemeindeverband mit der Rechtsform einer Communauté de communes im Département Haute-Vienne in der Region Nouvelle-Aquitaine. Sie wurde am 9. Dezember 2016 gegründet und umfasst 15 Gemeinden. Der Verwaltungssitz befindet sich im Ort Nexon.

## Historische Entwicklung
Der Gemeindeverband entstand mit Wirkung vom 1. Januar 2017 durch die Fusion der Vorgängerorganisationen
- Communauté de communes du Pays de Nexon und
- Communauté de communes des Monts de Châlus.

## Mitgliedsgemeinden
| Gemeinde                                             | Einwohner 1. Januar 2022 | Fläche km² | Dichte Einw./km² | Code INSEE | Postleitzahl |
| ---------------------------------------------------- | ------------------------ | ---------- | ---------------- | ---------- | ------------ |
| Bussière-Galant                                      | 1.284                    | 53,86      | 24               | 87027      | 87230        |
| Châlus                                               | 1.671                    | 27,98      | 60               | 87032      | 87230        |
| Dournazac                                            | 669                      | 35,97      | 19               | 87060      | 87230        |
| Flavignac                                            | 1.060                    | 30,79      | 34               | 87066      | 87230        |
| Janailhac                                            | 525                      | 18,73      | 28               | 87077      | 87800        |
| Lavignac                                             | 162                      | 6,04       | 27               | 87084      | 87230        |
| Les Cars                                             | 618                      | 16,72      | 37               | 87029      | 87230        |
| Meilhac                                              | 526                      | 14,84      | 35               | 87094      | 87800        |
| Nexon                                                | 2.542                    | 40,79      | 62               | 87106      | 87800        |
| Pageas                                               | 639                      | 27,76      | 23               | 87112      | 87230        |
| Rilhac-Lastours                                      | 381                      | 16,32      | 23               | 87124      | 87800        |
| Saint-Hilaire-les-Places                             | 830                      | 23,06      | 36               | 87150      | 87800        |
| Saint-Jean-Ligoure                                   | 489                      | 30,30      | 16               | 87151      | 87260        |
| Saint-Maurice-les-Brousses                           | 1.041                    | 10,87      | 96               | 87169      | 87800        |
| Saint-Priest-Ligoure                                 | 696                      | 41,13      | 17               | 87176      | 87800        |
| Communauté de communes Pays de Nexon-Monts de Châlus | 13.133                   | 395,16     | 33               | –          | –            |